# 鲁拉 (德国)
鲁拉（德語：Ruhla，發音：[ˈʁuːla] ⓘ）是德国图林根州瓦特堡县的城市，面积38.55平方千米，2023年12月31日人口为5,254人。在德意志帝國（1871-1918）统治期间，鲁拉一部分属于萨克森-魏玛-爱森纳赫，另一部分属于萨克森-科堡-哥达。